# Пенькі-Крулевські
Пенькі-Крулевські (пол. Pieńki Królewskie, нім. Königlich Pientken) — село в Польщі, у гміні Ґрудзьондз Ґрудзьондзького повіту Куявсько-Поморського воєводства.
Населення — 175 осіб (2011).
У 1975-1998 роках село належало до Торунського воєводства.

## Демографія
Демографічна структура станом на 31 березня 2011 року:
|          | Загалом | Допрацездатний вік | Працездатний вік | Постпрацездатний вік |
| -------- | ------- | ------------------ | ---------------- | -------------------- |
| Чоловіки | 90      | 22                 | 62               | 6                    |
| Жінки    | 85      | 19                 | 52               | 14                   |
| Разом    | 175     | 41                 | 114              | 20                   |